# 672
672 (DCLXXII na numeração romana) foi um ano bissexto do século VII, do Calendário Juliano, da Era de Cristo, teve início a uma quinta-feira e terminou numa sexta-feira, as suas letras dominicais foram D e C.
| ano completo                           |
| -------------------------------------- |
| Ano bissexto com início à quinta-feira |

## Eventos
- 11 de Abril - É eleito o Papa Adeodato II.
- até 686 - Durante o reino do Imperador Tenmu já havia registros de mercados orientais e ocidentais em Asuka-Fujiwara-kyo e depois na capital.[1]

## Mortes
- 27 de Janeiro - Papa Vitaliano
- Tenji, 38º imperador do Japão
- Kobun, 39º imperador do Japão
- Recesvinto, rei visigodo da Hispânia
- Abu Aiube Alançari (incerto, pode ter sido em 674) - companheiro (الصحابه; sahaba) de Maomé e um dos ansar (الأنصار; ajudante ou patrono) da história muçulmana primitiva (n. 576).